# Mohammed Hegazy
Mohammed Hegazy (in arabo: محمد حجازي; 1982) è stato il primo musulmano egiziano convertito al cristianesimo a chiedere il riconoscimento ufficiale della sua conversione al governo egiziano.
Ha ricevuto minacce di morte per telefono. Lui e sua moglie sono stati ostracizzati dalle loro famiglie e sono in clandestinità. I famigliari di Christine hanno giurato di ucciderla, perché ha sposato un non musulmano contro la volontà della famiglia.
Il 30 luglio 2016 Hegazy ha annunciato di aver abiurato il Cristianesimo e di essersi riconvertito all'Islam.